# Santiago Tilantongo
Santiago Tilantongo es una localidad del estado mexicano de Oaxaca. Es la cabecera del municipio de Santiago Tilantongo.
Pertenece a la Mixteca Alta, por estar a más de 1700 m s. n. m. Colinda con las poblaciones de Magdalena Yodocono, San Francisco Jaltepetongo, Magdalena Jaltepec, San Juan Diuxi, San Pedro Teozacoalco, San Pedro Tidaá.
Las festividades más representativas son la Semana Santa, y la fiesta de su patrono Santiago Apóstol de fecha 25 de julio.

## Toponimia
La palabra Tilantongo significa pueblo de las nubes en el dialecto mixteco, aunque esto puede tener variaciones. Según cuentan los pobladores se le llama tío (palabra usada con respeto para dirigirse a las personas mayores).

## Turismo
Se pueden visitar las ruinas del Sitio arqueológico de Monte Negro desde donde se tiene una vista asombrosa de la geografía, el templo o iglesia de Santiago Apóstol, la cual presenta en su exterior y cimientos piezas de construcción entre las cuales se observan figuras de animales y otros ornamentos de la cultura mixteca, inscripciones en latín de fecha de construcción y nombre del papa en ese momento, también pueden visitar la providencia existe una famosa mano plasmada en una piedra, con 6 dedos, mide aprox. 4 dm de largo y el pie de 6 dedos de 3 dm aprox. Y es algo que muy pocos conocen, dicen que era la mano del rey Ocoñaña. Cerca de ahí a 200 m está el río Grande. Y río abajo en las cuevas del, soldado se encuentran pinturas rupestres. Y cerca del río está El Palenque, bajando hacia las cuevas esta una cueva que da a un orificio por dentro de la misma, del tamaño de 4 m de ancho. Asimismo en providencia conozcan sus tradiciones como el famoso baño del temazcal con más de 90 años de construcción. 
Según cuentan los pobladores hay una pirámide debajo del templo.
Para el traslado actualmente en el municipio se cuenta con dos sitios de taxi: Sitio Ñuu Tnuú y el Sitio Monte Negro y un Servicio de Pasaje y Carga equivalente a lo que son camionetas todos con ruta Tilantongo-Nochixtlán pero ofrecen el servicio de viajes especiales, brindan un excelente servicio y muy buen trato además de precios sumamente accesibles. 